# يوسف الموساوي
يوسف الموساوي (شاعر/ زجال)
يوسف الموساوي شاعر زجّال مغربي ولد عام 1974 أحد البراشوة بزعير، ضواحي مدينة الرباط.عمل أستاذا للغة العربية بمجموعة من المؤسسات الخاصة، ويشتغل الآن ملحقا تربويا بوزارة التربية الوطنية المغربية.

## الإصدارات
صدر له ديوان زجلي تحت عنوان: «واش الحياة شجرة ولا ظل» سنة 2014.

## العمل الجمعوي
-	رئيس جمعية بزاف إبداع وتواصل
-	عضو مؤسس للرابطة المغربية للزجل، وأمين مالها في الفترة الممتدة ما بين سنتي 2000- 2004
-	عضو بالاتحاد المغربي للزجل.

## المساهمات الأدبية
-	له دراسة نقدية حول ديوان الواو للزجال ادريس المسناوي،
-	دراسة حول ديوان «أنا غير مسخر» للزجال فؤاد شردودي
-	دراسة حول ديوان «مرمة الكلام» للزجالة فايزة حمادي
-	دراسة نقدية حول ديوان «شلا» للزجالة فايزة حمادي
-	دراسة نقدية حول ديوان «لا» للزجال قاسم لبريني
-	دراسة نقدية حول ديوان «وقتاش؟» للزجال التجاني الدبدوبي
-	دراسة نقدية لديوان: «سماء ليست لي» للشاعرة رشيدة الشانك
-	دراسة نقدية لديوان «ظمأ في حضرة الرذاذ» للشاعرة آسيا الرياحي
-	دراسة نقدية لديوان «ماذا بعد...؟» للشاعرة إلهام زهدي
== المهرجانات والملتقيات
-	شارك في العديد من الملتقيات الوطنية:
-	الأسبوع الثقافي الوطني بمكناس 1995
-	المهرجان الوطني الأول لربيع الزجل بتيفلت 1997
-	المهرجان الوطني الثاني لربيع الزجل بتيفلت 1998
-	المهرجان الوطني للزجل جامعة أبي شعيب الدكالي بالجديدة 2000
-	المهرجان الوطني الثالث للزجل بالدار البيضاء 2002
-	مهرجان ربيع الشعر العربي بمولاي ادريس زرهون 2011
-	تم تكريمه بالمؤتمر الوطني الأول للاتحاد المغربي للزجل بالمحمدية 2014
-	المهرجان الوطني الأول للزجالين الشباب ب تيفلت 2014
-	المهرجان الوطني الثالث للزجل ببركان 2015
-	المهرجان العربي الخامس للزجل بأزمور 2015
-	المهرجان الدولي الأول للزجل بميسور 2015
-	المهرجان الوطني الأول بالقنيطرة (تغاريد العشق) 2016
-	المهرجان الوطني العاشر للزجل ببنسليمان 2016
-	عضو لجنة التحكيم بالملتقى الوطني للزجالين الشباب بتيفلت 2016
-	له العديد من القصائد الزجلية المنشورة بالجرائد المغربية وبعض المواقع الإلكترونية.